# Trolejbusová doprava v Hoyerswerdě
V hornolužickém městě Hoyerswerda, které se nachází ve spolkové zemi Sasko, byla v roce 1989 zprovozněna nejmladší německá síť trolejbusové dopravy, která však byla již po pěti letech zrušena.
Trolejbusová trať v Hoyerswerdě měla být jedním z několika nových trolejbusových provozů, které byly v NDR plánovány ve druhé polovině 80. let. Výstavba ale začala pouze ve dvou městech, v durynském Suhlu a právě v Hoyerswerdě. Zatímco v Suhlu byly práce na stavbě po společensko-politických změnách v letech 1989 a 1990 zastaveny, v Hoyerswerdě byla trať již dokončena a od léta 1989 zde probíhaly zkušební jízdy trolejbusem zapůjčeným z Postupimi. Slavnostní otevření trolejbusové tratě v Hoyerswerdě proběhlo 6. října 1989 ke 40. výročí založení NDR. Pravidelný provoz ale byl zahájen pěti kloubovými trolejbusy Ikarus 280 T až o dva dny později, 8. října. Do května následujícího roku pak bylo dodáno dalších sedm vozidel stejného typu.
Byla zahájena i stavba druhé tratě přes centrum města k nádraží, ta se ale velmi protahovala a vzhledem k ekonomickým změnám a reformám po spojení obou německých států a tudíž rychle rostoucím cenám byla její stavba zastavena a celý trolejbusový provoz v Hoyerswerdě byl nakonec po pěti letech provozu definitivně zrušen. Poslední trolejbusy vyjely na trať 30. prosince 1994. Všech 12 vozů Ikarus 280 T bylo odprodáno do států bývalého Sovětského svazu.